# Kraichgau-Sprinter
| S4: Kraichgau-Sprinter (nicht mehr in Betrieb) | S4: Kraichgau-Sprinter (nicht mehr in Betrieb) |
| ---------------------------------------------- | ---------------------------------------------- |
| Kursbuchstrecke (DB):                          | 710.4                                          |
| Streckenlänge:                                 | 74,9 km                                        |
|                                                |                                                |
| Verkehrsunternehmen                            | Albtal-Verkehrs-Gesellschaft (AVG)             |
| Bundesländer (D):                              | Baden-Württemberg                              |

Der Kraichgau-Sprinter war von 2003 bis 2022 der Name einer Sprinter-Verbindung im Nahverkehr des Landes Baden-Württemberg von Öhringen über Heilbronn, Eppingen und Bretten nach Karlsruhe. Er wurde von der Albtal-Verkehrs-Gesellschaft (AVG) betrieben. 
Die Verbindung endete wie andere Stadtbahn-Eilzüge der AVG mit dem Fahrplanwechsel am 11. Dezember 2022, denn zu diesem Zeitpunkt zog sich die AVG aus dem Regionalverkehr im baden-württembergischen „Netz 7“ zurück. Den Hintergrund bildet eine 2017 geschlossene Vereinbarung zwischen der Stadt Karlsruhe und dem Verkehrsministerium Baden-Württemberg zur Aufteilung des Schienenverkehrs im „Netz 7“ zwischen Stadtbahn Karlsruhe und dem Regionalverkehr.

## Geschichte

### 1999: Stadtbahn bis Heilbronn
Als 1999 die Linie S4 der Stadtbahn Karlsruhe vom damaligen Endpunkt Eppingen bis zum Heilbronner Hauptbahnhof verlängert wurde, begann der Aufbau eines eigenen Stadtbahnsystems in Heilbronn. 2001 wurde die nun am Heilbronner Hauptbahnhof endende Stadtbahnlinie auf den Bahnhofsvorplatz verlegt und durch das Stadtzentrum zur Harmonie verlängert.
Um vor allem Berufspendlern und Schülern schnellere Verbindungen zwischen Heilbronn und Karlsruhe zu bieten, setzte die Albtal-Verkehrs-Gesellschaft vermehrt Eilzüge auf einigen von ihr betriebenen Strecken ein, die nur an größeren Bahnhöfen hielten.

### 2003: Start des Angebots
Um eine ganz schnelle Verbindung zwischen den beiden Städten herzustellen, führte die AVG zum Fahrplanwechsel 2003/2004 am 14. Dezember 2003 den so genannten Kraichgau-Sprinter ein, der zwischen Heilbronn Harmonie und dem Karlsruher Hauptbahnhof als Eilzug verkehrte. Zuletzt wurde er als Sprinterzug („Ex“) geführt. Dieser Zug hielt zwischen der Harmonie und dem Heilbronner Hauptbahnhof an jeder Haltestelle. Zwischen Heilbronn Hbf und Karlsruhe Hbf hielt er nur in Eppingen, Bretten und Karlsruhe-Durlach.

### 2005: Streckenerweiterung
Als 2005 die Heilbronner Innenstadtstrecke bis zum Pfühlpark und anschließend über die Bahnstrecke Heilbronn–Crailsheim nach Weinsberg und Öhringen verlängert wurde, wurde der Start- bzw. Endpunkt des Kraichgau-Sprinters unter der Woche nach Öhringen Cappel verlegt. Seitdem verkehrte der Kraichgau-Sprinter montags–freitags zweimal zwischen Öhringen Cappel und Heilbronn Hbf (Bahnhofsvorplatz) mit Halt auf allen Unterwegsbahnhöfen, anschließend nur in Eppingen, Bretten und Karlsruhe-Durlach, zum Karlsruher Hauptbahnhof in rund einer Stunde. Am Wochenende verkehrte er nur von/bis Heilbronn Pfühlpark.

### 2022: Nachfolgeangebot
Zum Fahrplanwechsel am 11. Dezember 2022 wurden die Eilzug- und Sprinterfahrten der Linie S4, inklusive des Kraichgau-Sprinters, durch die neue Regional-Express-Linie RE 45 ersetzt, die von DB Regio betrieben wird. Der neue RE bedient die meisten der Eilzughalte, hält aber öfter als der Kraichgau-Sprinter. Die Innenstädte von Karlsruhe und Heilbronn werden nicht angefahren.

## Zuglauf
Der Kraichgau-Sprinter verkehrte zwischen Öhringen und Heilbronn Trappensee auf der DB-Strecke Crailsheim–Heilbronn („Hohenlohebahn“). Anschließend schwenkte die Linie über eine Rampe in die Innenstadtstrecke der Stadtbahn Heilbronn ein, der sie bis zum Heilbronner Bahnhofsvorplatz mit Halt auf allen Unterwegshaltestellen folgte. Anschließend bog sie auf die Kraichgaubahn ein, der sie – nur mit Halt in Eppingen und Bretten – bis zum Bahnhof Grötzingen folgte. Anschließend schwenkte die Linie auf die Bahnstrecke Karlsruhe–Mühlacker, der sie mit Halt in Karlsruhe-Durlach bis zum Karlsruher Hauptbahnhof folgte.

## Fahrzeuge und Tarife
Als Rollmaterial wurden beim Kraichgau-Sprinter – wie bei allen anderen Zügen, die auf der Kraichgaubahn verkehren – Elektrotriebwagen der Typen GT8-100D/2S-M und ET 2010 sowie vereinzelt noch ältere GT8-100C/S der Albtal-Verkehrs-Gesellschaft (AVG) eingesetzt.
Zwischen Öhringen und Eppingen galten die Tarife des Heilbronner Hohenloher Haller Nahverkehr (H3NV), anschließend bis nach Karlsruhe der Tarif des Karlsruher Verkehrsverbundes (KVV). Auf der Gesamtstrecke gelten zudem der Tarif der Deutschen Bahn AG (DB), obwohl der Kraichgau-Sprinter von der Albtal-Verkehrs-Gesellschaft bedient wird, sowie das Quer-durchs-Land-Ticket und das Baden-Württemberg-Ticket.